# Otto Preßler
Otto Preßler (* 29. Dezember 1895 in Gaarden, das einige Jahre später nach Kiel eingemeindet wurde; † 8. Juli 1981) war ein deutscher Politiker der Kommunistischen Partei Deutschlands (KPD).

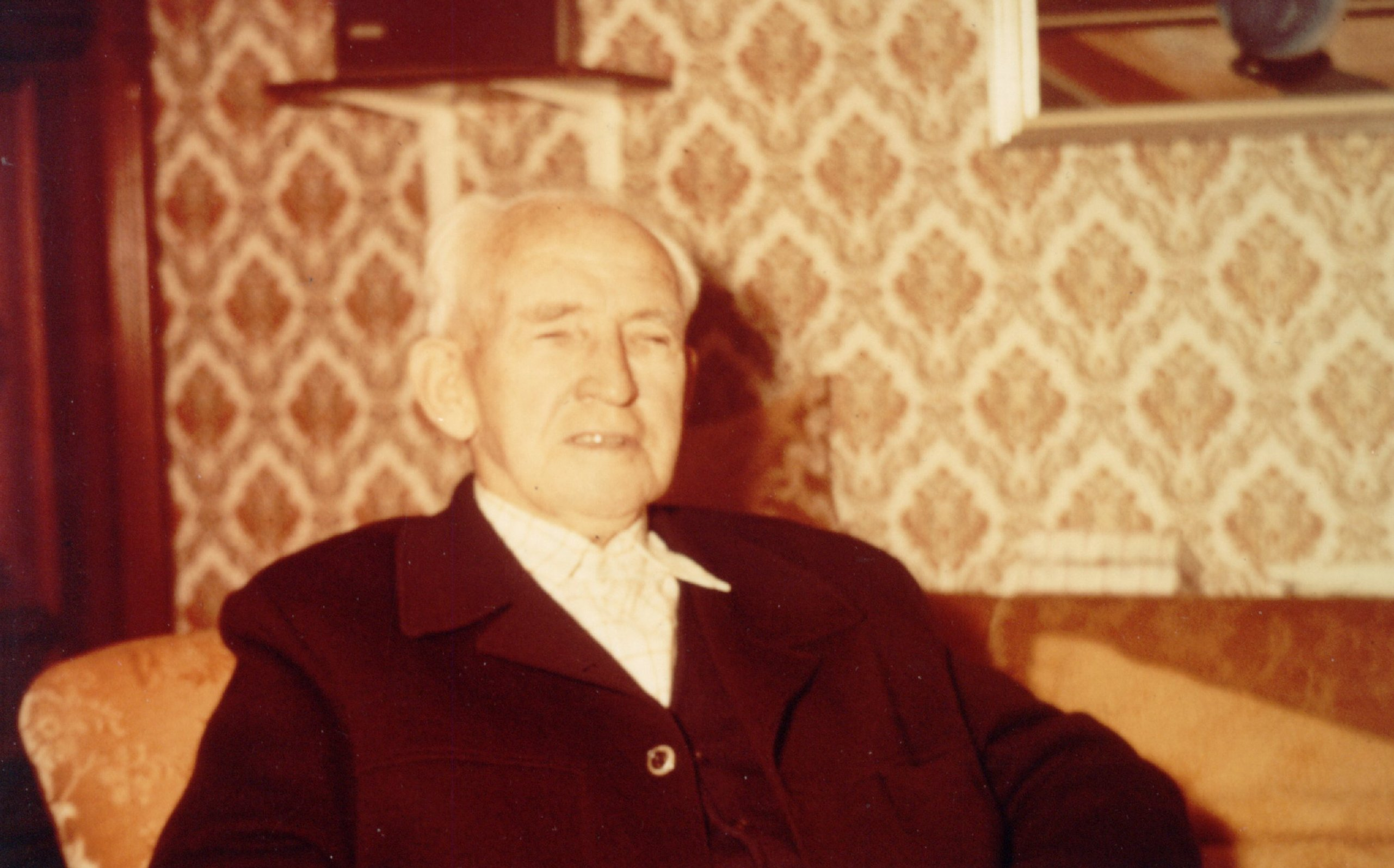
Otto Preßler in seiner Wohnung in Kiel-Mettenhof 1979

## Jugend
Preßler war ein Findelkind, das bei der Gaardener Familie Peters aufwuchs. Nach dem Besuch der Volksschule 1911 begann er eine Lehre als Maschinenbauer auf der Germaniawerft und wurde Mitglied der „Freien Jugendorganisation an der Kieler Förde“, Vorläufer der späteren Parteijugendverbände Sozialistische Arbeiter-Jugend (SAJ). und Kommunistischer Jugendverband (KJVD). Er übernahm die Funktion des Schriftführers.
Im Jahr 1913 wurde er Mitglied des Metallarbeiterverbands und ein Jahr später, kurz nach seinem 18. Geburtstag, trat er der SPD bei. Mit Kriegsbeginn 1914 empörte er sich, wie große Teile der Arbeiterjugend, gegen die Kriegspolitik der sozialdemokratischen Führung. Viele Jugendliche wurden nach und nach eingezogen. Preßler wurde im Mai 1915 rekrutiert und musste im August „ins Feld“. Er wurde zunächst mit dem Reserveinfanterieregiment 260 in Russland eingesetzt und kam im Frühjahr 1917 an die Westfront, wo er als Waffenmeister an vielen Schlachten teilnahm. Er hielt brieflichen Kontakt mit politischen Freunden und diskutierte mit ihnen auf einem kurzen Heimaturlaub im Dezember 1917 über die neu gegründete USPD und über eine mögliche Formierung einer lokalen Spartakusgruppe in Kiel.

## Novemberrevolution und Weimarer Republik
Preßler erlebte die Novemberrevolution auf dem Rückmarsch von der Front in Braunschweig und wurde in den dortigen Arbeiter- und Soldatenrat gewählt. Am 10. Dezember 1918 kehrte er nach Kiel zurück. Er nahm an vielen politischen Diskussionen teil, auch mit Lothar Popp in dessen Laden-Hinterzimmer, sah sich jedoch aufgrund seiner Jugend und mangelnden politischen Erfahrung als „lernenden Zuhörer“. Aber er hielt die Politik der USPD für zu indifferent und gehörte dann Ende Dezember 1918 zu den Gründungsmitgliedern der Kommunistischen Partei Deutschlands (KPD) im Kieler „Eichhof“.
Eine herausgehobenere Rolle spielte Preßler erstmals bei den Kieler Februarunruhen 1919 („Spartakusaufstand“), die ausbrachen, weil ein großer Teil der Kieler Arbeiterschaft Noskes Vorgehen gegen die Bremer Räterepublik nicht billigte. Mit einer Gruppe besetzte Preßler die Marinestation der Ostsee und sperrte Marineoffiziere in ihren Büros ein. Aber nach kurzer Zeit wurden sie zurückgerufen, um Genossen bei dem Sturm auf die Matrosenkasernen in der Nähe zu unterstützen. Dort kam es zu Auseinandersetzungen mit der Sicherheitstruppe des Soldatenrats, die von Deckoffizieren dominiert und die von Seeoffizieren in Mannschaftsuniform und Studenten unterstützt wurde. Nachdem sechs Genossen getötet worden waren, musste man sich auch hier zurückziehen und besetzte eine Schule gegenüber vom Gewerkschaftshaus. Preßler hatte mit einer Gruppe vorher zwei Maschinengewehre von einem Posten an der Levensauer Hochbrücke requiriert. Diese wurden an den Fenstern der Schule aufgestellt. In der Nacht zogen sich die Besetzer zurück, weil der Druck durch die Sicherheitstruppe weiter gewachsen war und sie sich durch ihr militantes Auftreten isoliert hatten.
Im Frühjahr 1919 wurde er vom Arbeitsamt, das im Kieler Schloss eingerichtet worden war, auf die kleine Werft „Stocks & Kolbe“ vermittelt, wo er kurzzeitig arbeitete. Die Werft hatte einen Auftrag für die Umrüstung von Fischdampfern zu Minensuchern erhalten. Preßler erinnerte sich daran, dass man eine heimliche Umrüstung von LKW für eine militärische Nutzung im Baltikum sabotiert habe.
Ab September 1919 arbeitete Preßler wieder auf der Germaniawerft als Schlosser und wurde dort im Frühjahr 1920 zum Betriebsrat gewählt. Während des Kapp-Putsches im März 1920 agierte er als führendes Mitglied der von der KPD gebildeten Kampfleitung und engagierte sich auch bei der Bekämpfung einer Abteilung der Loewenfelder und beim parallelen Aufbau der Arbeiterwehr gemeinsam mit allen Arbeiterparteien und den Gewerkschaften.
Im April 1920 wurde er zum Vorsitzenden der KPD-Ortsgruppe gewählt. Er stand in seinen politischen Positionen Rosa Luxemburg nahe und stemmte sich schon frühzeitig gegen linksradikale Tendenzen in der KPD. Von 1923 bis 1928 arbeitete er als Rundschleifer bei „Bohn & Kähler“. Er wurde zum gewerkschaftlichen Vertrauensmann und zum Betriebsrat gewählt. Nach der zweiten ultralinken Wende in der KPD, die in die vollständige Bolschewisierung mündete, zog sich Preßler aus der Parteiarbeit zurück. Er unterzeichnete mit anderen ein Papier, in dem u. a. eine gleichberechtigte Einheitsfrontpolitik mit der SPD gefordert wurde, was in deutlichem Gegensatz zur „Sozialfaschismusthese“ der Parteiführung stand. Er wurde daraufhin ausgeschlossen und trat der von Heinrich Brandler und August Thalheimer gegründeten KPD-Opposition (KPD-O) bei. Er wurde Schriftführer der Kieler Gruppe.

## NS-Zeit
Als „Brandlerist“ wurde er zunächst nicht in die Widerstandsarbeit der KPD einbezogen. Im Jahr 1934 fand er wieder Arbeit bei der Hagenuk. Mit der politischen Neuorientierung der Komintern, die ab 1935 ein breites Bündnis gegen den Faschismus anstrebte, wurde auch Preßler wieder in die KPD aufgenommen und beteiligte sich u. a. daran, Flugblätter zu verteilen. Als die Luftangriffe auf Kiel stärker wurden, war Preßler auch an einer Initiative zum Bunkerbau in den Lehmbergen in Kiel-Elmschenhagen beteiligt, wo er zu der Zeit mit seiner Familie wohnte.

## Nach 1945
Preßler ergriff sofort nach der Besetzung Kiels durch englische Truppen die Initiative zur Durchführung einer Betriebsversammlung bei Hagenuk und wurde zum Betriebsratsvorsitzenden gewählt. In allen größeren Betrieben bildeten sich Betriebsräte, die sich der dringendsten Probleme (Versorgung, Wohnungsprobleme, Entnazifizierung) annahmen und die Bildung von freien Gewerkschaften in Angriff nahmen. Sowohl Sozialdemokraten als auch Kommunisten strebten darüber hinaus die Bildung einer einheitlichen Arbeiterpartei an, allerdings bestanden die Kommunisten zunächst auf dem separaten Aufbau. Trotz seiner Vergangenheit wurde Preßler zum Vorsitzenden der KPD in Kiel gewählt. Er wurde Bevollmächtigter der IG Metall in Kiel und wurde bei den Kommunalwahlen 1946 in der Rat der Stadt Kiel gewählt.
Er gehörte 1946/47 den beiden von der englischen Besatzungsmacht ernannten Landtagen von Schleswig-Holstein an. Im ersten ernannten Landtag war er Vorsitzender der KPD-Fraktion. Er engagierte sich besonders zusammen mit Andreas Gayk von der SPD gegen die Demontagen. Jessica von Seggern schreibt in einer Analyse seiner Beiträge im Landtag, er habe der KPD-Führung kritisch gegenüber gestanden, „da diese auch im Kalten Krieg die Sowjetunion unterstützte, die seiner Meinung nach die Verantwortung für die deutsche Teilung trug.“ Er habe zur „Einheitsstaatlichen Gruppe in der KPD“ gehört, die jedoch bis 1949 immer weiter an Bedeutung abnahm.
Anlässlich der Bestrebungen Titos, ab 1948 eine von Stalin unabhängige Politik zu verfolgen, kam es in der kommunistischen Bewegung zu großen Säuberungen. In Deutschland wurden dabei den „Abweichlern“ auch frühere Kontakte zu Brandler, Thalheimer und der KPD-O vorgeworfen. In Kiel wurden große Teile der führenden Funktionäre ausgeschlossen. Auf einer „Generalmitgliederversammlung“ am 14. Januar 1950 kam es dabei zu handfesten Tätlichkeiten. In der Folge verlor die Partei etwa die Hälfte ihrer ehemals 2000 Mitglieder. Ihr starker Einfluss in den Betrieben ging fast vollständig zurück. Preßler hatte sich frühzeitig hinter die Parteilinie gestellt und entging den Säuberungen.
Preßler betätigte sich an führender Stelle gegen die im Kalten Kriege zunehmende politische Verfolgung und das KPD-Verbot 1956. Er wurde 1953 hauptamtlicher Landesgeschäftsführer einer sehr aktiven „Solidaritätsgemeinschaft“. Im Jahr 1968 beteiligte er sich ebenfalls führend an einer Initiative zur Legalisierung der KPD in Schleswig-Holstein und wurde nach deren Scheitern Mitglied der DKP. Er beteiligte sich jedoch wenig an der Parteiarbeit.
Preßler war verheiratet und hatte eine Tochter. Er starb 85-jährig am 8. Juli 1981.